# Juan García Rodríguez
Juan de la Caridad García Rodríguez (nascut l'11 de juliol de 1948) és un prelat de l'Església catòlica romana. Va ser nomenat arquebisbe de l'Havana el 26 d'abril de 2016. Anteriorment va ser bisbe auxiliar de Camagüey del 1997 al 2002 i després arquebisbe d'aquesta diòcesi del 2002 al 2016. Va ser president passat de la Conferència de bisbes catòlics cubans.
L'1 de setembre de 2019, el papa Francesc va anunciar que el convertiria en cardenal el 5 d'octubre de 2019.
Va néixer a Camagüey l'11 de juliol de 1948. Va ser membre del primer grup de sacerdots cubans que es va formar completament a Cuba. Va estudiar al Seminari Sant Basili el Gran a El Cobre, Santiago de Cuba, i després al Seminari Saints Charles i Ambrose (actual Centre Cultural el Pare Félix Varela) a l'Havana. Va ser ordenat sacerdot el 25 de gener de 1972. Els anys posteriors a la seva ordenació va treballar en parròquies que ara formen part de la diòcesi de Ciego de Ávila.
El març de 1997 va ser nomenat bisbe auxiliar de Camagüey i va ser consagrat bisbe a l'Església de la Mare de Déu de Misericòrdia de Camagüey el 7 de juny de 1997 per Adolfo Rodríguez Herrera, bisbe de Camagüey. Va escollir el seu lema episcopal "Anar i anunciar l'evangeli". Camagüey es va convertir en arxidiòcesi a finals de 1998 i va ser nomenat per succeir Herrera com a arquebisbe el febrer de 2002. Va desenvolupar programes d'evangelització en què els avis, que encara recordaven la seva educació en catolicisme de nens, van ensenyar els principis del catolicisme a els seus nets. També, amb permís governamental, establí ministeris penitenciaris.
García Rodríguez va ser president de la Primera Assemblea Nacional de Missions a l'Havana el 2006. Va ser elegit president de la Conferència de Bisbes Catòlics el 2006 i va servir fins al 2010. Va representar a Cuba a la cinquena assemblea general de Conferència de Bisbes llatinoamericans i del Carib a Aparecida, Brasil, el 2007, que va acabar amb la promulgació de la Declaració d'Aparecida redactada pel cardenal Bergoglio de Buenos Aires. El Vaticà el va nomenar membre del Consell Pontifici per a la Justícia i la Pau el febrer de 2007.
Va participar en les sessions del sínode sobre la família del 2014.
El 26 d'abril de 2016, el papa Francesc el va nomenar arquebisbe de l'Havana per succeir el cardenal Jaime Lucas Ortega y Alamino. Granma, el diari del Partit Comunista de Cuba, va informar del seu nomenament. Va ser instal·lat el 22 de maig.